# Толока (заповідне урочище)
Толока — заповідне урочище місцевого значення. Об'єкт розташований на території Коломийського району Івано-Франківської області, смт Гвіздівець.
Площа — 6,9000 га, статус отриманий у 1983 році.